# Anatomisches Institut der Universität Freiburg

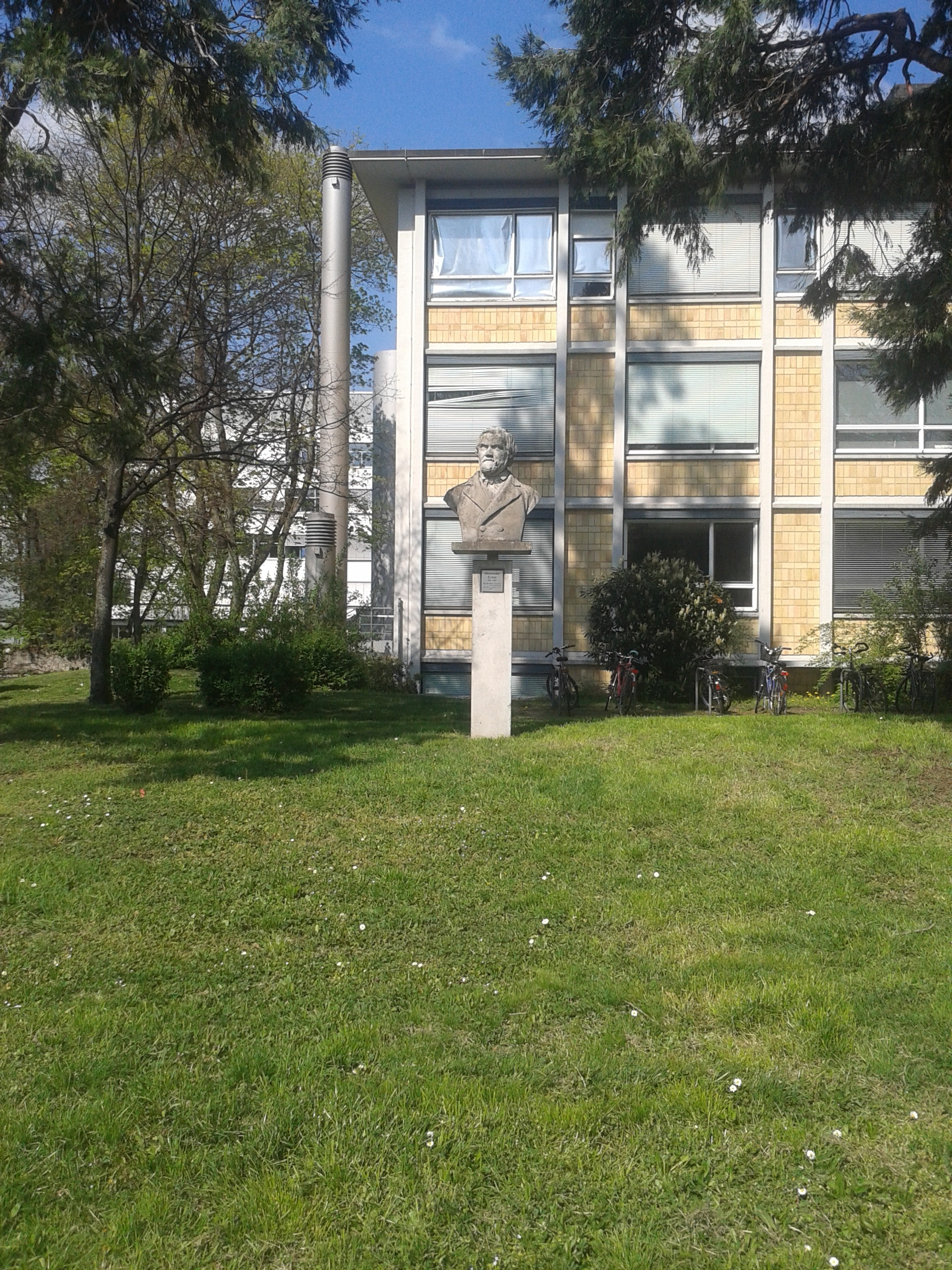
Institut für Anatomie der Universität Freiburg, Frontansicht mit der Ecker-Büste (2019)

Das Anatomische Institut der Universität Freiburg ist ein geschichtsträchtiges universitäres Institut der Albert-Ludwigs-Universität Freiburg im Breisgau, dessen Bedeutung in der Zeit des deutschen Kolonialismus und insbesondere des Nationalsozialismus in vielen Bereichen noch unerforscht ist.

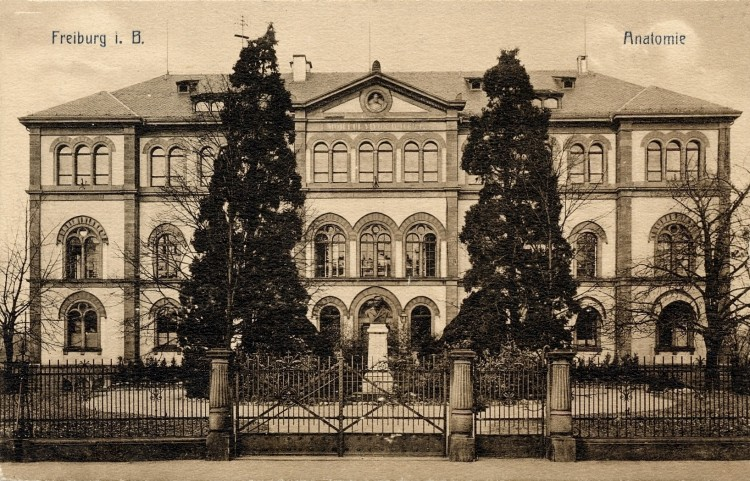
Das 1867 eingeweihte, 1944 zerstörte Gebäude des Anatomischen Instituts der Universität Freiburg, Albertstraße 17, um 1910. Mit dem Alexander-Ecker-Denkmal (1890) im Vordergrund.

## Geschichte
Die Geschichte der Anatomie in Freiburg im Breisgau geht bis ins 16. Jahrhundert zurück. Das Institutsgebäude wurde 1865–1867 von Friedrich Theodor Fischer in der Albertstraße erbaut.

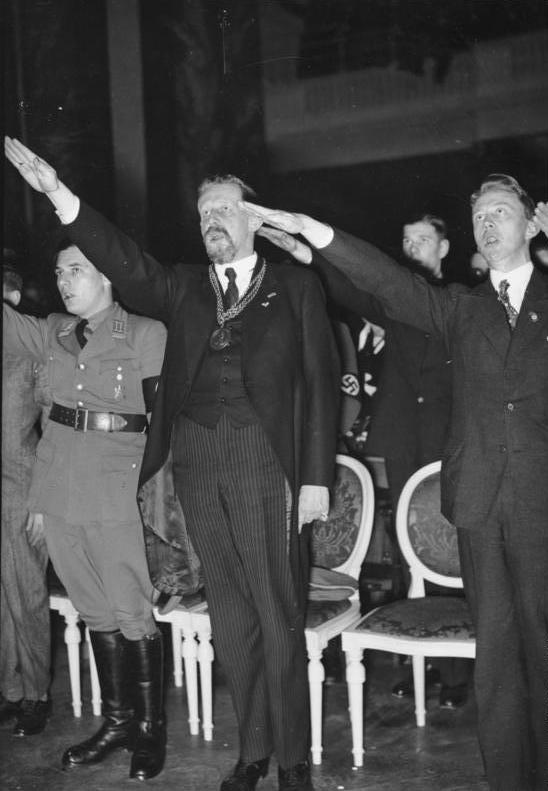
Eugen Fischer (Mitte) als Rektor während einer Kundgebung an der Berliner Universität 1934.

Der Anatom Alexander Ecker (1816–1887) eröffnete 1867 das erste Anatomische Institut an seinem heutigen Standort in der Albertstraße. Der deutsche Mediziner, Anthropologe, Erbbiologe, Eugeniker und nationalsozialistische Rassenhygieniker Eugen Fischer (1874–1967) war zwischen 1918 und 1927 Ordinarius und Direktor des Anatomischen Instituts, von 1927 bis 1942 hatte er dann den Lehrstuhl für Anthropologie an der Friedrich-Wilhelms-Universität Berlin inne, er war auch Direktor des  Kaiser-Wilhelm-Instituts für Anthropologie, menschliche Erblehre und Eugenik in Berlin.
Das Originalgebäude des Anatomischen Instituts wurde im Ersten Weltkrieg zerstört, der Wiederaufbau wurde 1944 im Zweiten Weltkrieg bombardiert.
Da eine Sanierung der Bestandsgebäude nicht möglich war, wurde der Neubau des Instituts für Anatomie und Zellbiologie in der Elsässer Straße im Stadtteil Mooswald beschlossen. Die Bauarbeiten begannen im Dezember 2021 und sollen bis 2024 fertiggestellt werden.
Die Autorin Sabine Hildebrandt stellt fest, dass die Geschichte im Nationalsozialismus und die Auswirkungen der NS-Politik auf das Anatomische Institut der Albert-Ludwigs-Universität Freiburg bisher nicht umfassend dargestellt wurden, ähnlich wie bei anderen deutschen Anatomien. Zu den traditionellen Quellen der Leichenbeschaffung gehörte eine wachsende Zahl von NS-Opfern.
Bereits zuvor war Freiburg eng mit dem Kolonialismus (und seinem Menschenbild) verflochten.

## Persönlichkeiten
- Alexander Ecker (1816–1887), Anatom und Anthropologe
- Paul Ehrlich (1854–1915), Mediziner und Forscher
- Eugen Fischer (1874–1967), Mediziner, Anthropologe, Erbbiologe, Eugeniker und nationalsozialistischer Rassenhygieniker
- Michael Frotscher (1947–2017), Neuroanatom und Neurowissenschaftler
- Paul Langerhans (1847–1888), Pathologe
- Wilhelm von Möllendorff (1887–1944), Anatom
- Johann Schaeuble (1904–1968), Anthropologe, Erbbiologe und Hochschullehrer
- Max Schottelius (1849–1919), Mediziner und Hochschullehrer

## Anbindung
Die Bestandsgebäude in der Albertstraße sind von den Haltestellen Tennenbacher Straße und Europaplatz der Straßenbahnlinie 4 sowie der Haltestelle Fahnenbergplatz der Linie 5 fußläufig erreichbar. Für den Radverkehr führt die Radvorrangroute FR 6 am Institut vorbei. Gegenüber befindet sich eine Station des Fahrradverleihsystems Frelo.